# Геотекстиль

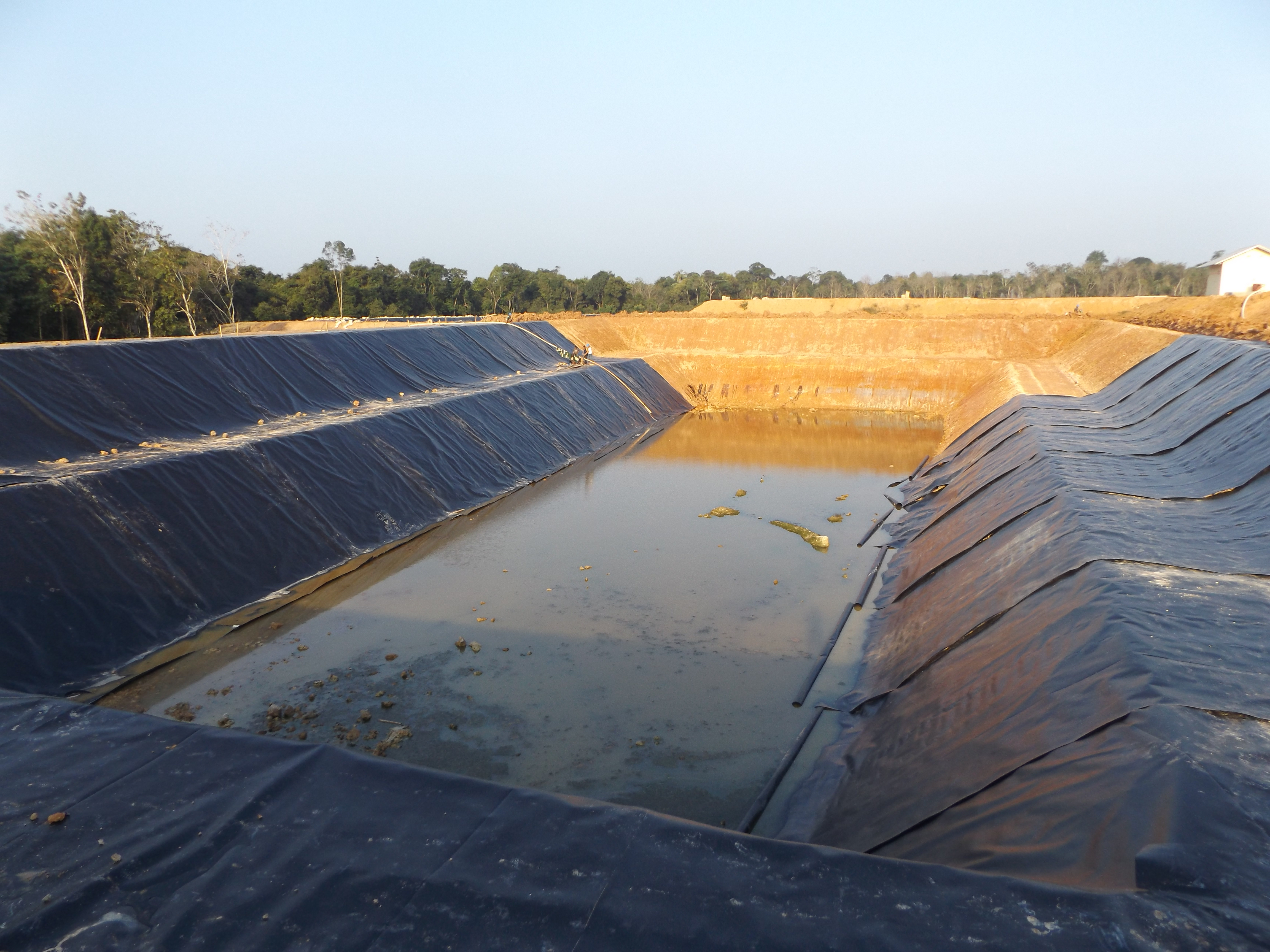
Геотекстиль у ставку для відходів

Геотекстиль (geotextile)— геосинтетичний матеріал, який найчастіше виготовляється із поліпропілену, поліестеру, поліамідів або поліефірів — з одної безкінечної нитки (мононитки) або з окремих ниток довжиною до 10 см (штапель). Матеріал може бути тканим, нетканим чи трикотажним, який використовують в контакті з ґрунтом або іншими матеріалами у геотехнічних і цивільно-будівельних спорудах. 

## Історія виникнення
Синтетична тканина вперше була згадана у 1950 році як матеріал із сплетених між собою технічних ниток. Згодом ця тканина була використана при реконструкції бетонного фасаду водовідбійної стінки у США (штат Флорида). 
У 1968 році французька компанія РОН розробила новий нетканий матеріал із голкопробивного поліестру, який використовувався при будівництві гребель і гарно себе зарекомендував.
В Україні деякі підприємства починали вироблення геотекстильних матеріалів на сучасному технологічному рівні з початку ХІХ ст. (наприклад, київське підприємство "Стиль-Модерн" за наукового і технологічного супроводження АТ УкрНДІПВ).

## Функції[3]
1. Армуюча[4] — армування дорожних насипів, основ та фундаментів;
2. Дренуюча — збір та відвід наявних у ґрунті вод;
3. Захисна — запобігання або обмеження пошкодження певних конструкцій чи матеріалів;
4. Розділяюча — уникнення перемішування різних будівельних шарів, наприклад дорожніх одягів;
5. Фільтрувальна — уникнення механічної суфозії — взаємопроникнення одних речовин в інші під дією води;
6. Захисна — використовується як амортизуючий шар між конструктивними шарами для запобігання їх пошкодженню;
7. Ізолююча — відносно непроникний барʼєр для рідин і газів.
8. Протиерозійна — для зниження ерозії ґрунту від атмосферних опадів, водної і вітрової ерозії.

## Види
1. Голкопробивний — використовується, в основному, при виконанні розділяючої, захисної та фільтрувальної функцій;
2. Термооброблений (кращі фізико-механічні характеристики) — використовується при виконанні армуючої, дренуючої та захисної функцій.

Властивості нетканих геотекстилей залежать від способу зміцнення полотна: 
- механічний (голкопробивний) – матеріал, як правило, анізотропні в двох взаємно перпендикулярних напрямках, відрізняються невисокою міцністю на розтяг і водопроникністю, мають високу деформативність;
- хімічний – зміцнення досягається за рахунок введення в матеріал сполучного клею, що фіксує волокна в точках контакту;
- термічний – полотно піддається гарячому каландуванню зі спіканням волокон.

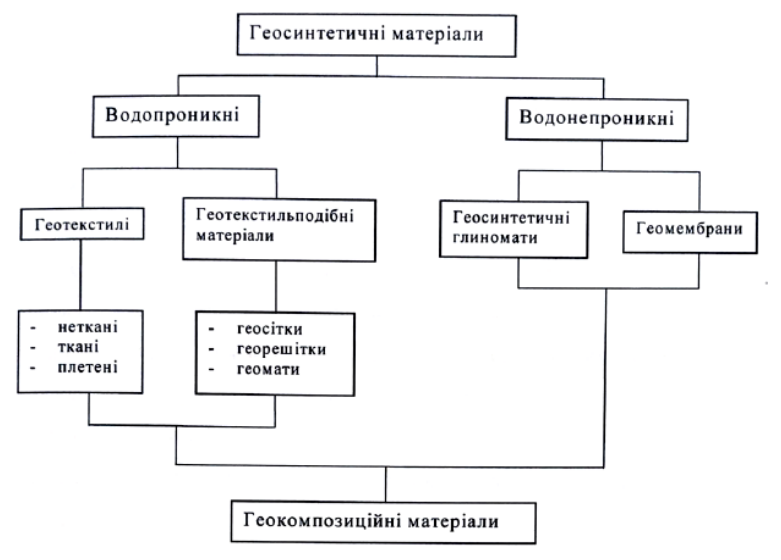
Класифікація геосинтетичних матеріалів

Завдяки утвореній таким способом структурі, синтетичний матеріал має відмінну водопроникність і високі міцнісні характеристики на розтяг і розрив. Термоскріплені синтетичні матеріали  характеризуються високим граничним подовженням (до 70%) і підвищеною зносостійкістю.

## Приклади застосування
1. Армуючий прошарок автомобільних доріг;[2]
2. Водопониження та водовідвід з ділянки;
3. Розділяючий прошарок для пішохідних доріжок і доріг[6];
4. Прошарок для уникнення проростання дикорослих рослин;
5. Протисуфозійний шар в гідротехнічному будівництві[7];
6. Армуючий прошарок залізниць;
7. Армуючий прошарок злітно-посадкових смуг;
8. ін.

## Методи випробування
Методи випробувань можна обʼєднати за характеристиками матеріалу, які визначаються:
1. фізичні властивості - загальний опис продукту (матеріал полімеру, геометричні розміри, маса на одиницю площі, товщина під навантаженням та ін.);
2. механічні властивості - поведінка матеріалу в різних режимах навантаження (повзучість, розтяг, пошкодження при вкладанні, продавлювання);
3. гідравлічні властивості - характеризують розмір отворів матеріалу стосовно фільтрації води і затримання грунтових частинок;
4. технологічно-експлуатаційні властивості - характеризують поведінку матеріалу при вкладанні для візуальної оцінки пошкодження (наприклад, залишкова міцність тощо).

## ДержавніСтандартиУкраїни
- ДСТУ EN 13251:2017 Геотекстиль та вироби, що належать до геотекстилю. Характеристики, потрібні для використання під час виконання земляних робіт, будівництва фундаментів та підпорних конструкцій (EN 13251:2016, IDT). [Чинний від 2017-10-01].  Вид. офіц. Київ: ДП "УкрНДНЦ", 2017. 44 с.[9][10]
- ДСТУ 8542:2015 Геотекстиль та віднесені до геотекстилю вироби. Метод визначення повзучості під час розтягування та міцності на розрив у разі повзучості (ISO 13431:1999, MOD). [Чинний від 2016-01-01]. Вид. офіц. Київ: ДП "УкрНДНЦ", 2015. 26 с.[11]
- ДСТУ EN ISO 10319:2007 Геотекстиль. Метод випробування на розтягнення широкою смугою (EN ISO 10319:1996, IDT). [Чинний від 2009-01-01]. Вид. офіц. Київ: Технічний комітет "Легка промисловість" (ТК 125), 2007. 22 с.[12]
- ДСТУ EN ISO 10321:2010 Геосинтетики. Випробування на розтягнення з`єднань/швів методом широкої смуги.  [Чинний від 2012-07-01]. Вид. офіц. Київ: Технічний комітет "Легка промисловість" (ТК 125), 2010.[13]
- ДСТУ CEN/TR 15019:2008 Геотекстиль та віднесені до геотекстилю вироби. Контролювання якості на будівельному майданчику (CEN/TR 15019:2005, IDT). [Чинний від 2010-07-01]. Вид. офіц. Київ: Технічний комітет "Легка промисловість" (ТК 125), 2008. 15 с.[14]
- ДСТУ EN ISO 9863-2:2007 Геотекстиль та віднесені до геотекстилю вироби. Частина 2. Процедура визначення товщини окремих шарів багатошарового виробу за обумовленими тисками (EN ІSO 9863-2:1996, ІDT). [Чинний від 2009-01-01]. Вид. офіц. Київ: Технічний комітет "Легка промисловість" (ТК 125), 2007. 4 с.[15]
- ДСТУ EN 13249:2005. Геотекстиль та віднесені до геотекстилю вироби. Необхідні характеристики для застосування в дорожньому будівництві (за винятком залізничних колій та асфальтових покриттів) [Чинний від 2006-07-01]. Вид. офіц. Київ: Технічний комітет "Легка промисловість" (ТК 125), 2005. 20 с.[16]
- ДСТУ EN 12447:2009 Геотекстиль та віднесені до геотекстилю вироби. Метод відбракувального випробування для визначення тривкості до гідролізу у воді (EN 12447:2001, IDT). [Чинний від 2011-07-01]. Вид. офіц. Київ: Технічний комітет "Легка промисловість" (ТК 125), 2009. 20 с.[17]
- ДСТУ ISO 12957-1:2007 Геосинтетики. Метод визначення характеристик тертя. Частина 1. Випробування спрямованим зсувом (ІSO 12957-1:2005, ІDT). [Чинний від 2009-01-01]. Вид. офіц. Київ: Технічний комітет "Легка промисловість" (ТК 125), 2007. 10 с.[18]
- ДСТУ 7372:2013 Геотекстиль та віднесені до геотекстилю вироби. Необхідні характеристики для використання у дренажних системах (EN 13252:2000, MOD). [Чинний від 2014-01-01]. Вид. офіц. Київ: Технічний комітет "Легка промисловість" (ТК 125), 2013. 34 с.[19]
- ДСТУ 8607:2015 Матеріали геосинтетичні дорожні. Методи випробування. [Чинний від 2017-07-01]. Вид. офіц. Київ: ДП "УкрНДНЦ", 2015. 54 с.[20]
- ДСТУ EN 1897:2009 Геотекстиль та віднесені до геотекстилю вироби. Метод визначення характеристик повзучості в разі стискання. [Чинний від 2017-07-01]. Вид. офіц. Київ: ДП "УкрНДНЦ", 2015. 54 с.[21]
- ДСТУ EN ISO 9862:2008 Геосинтетика. Метод відбирання проб і готування випробних зразків. [Чинний від 2010-10-01]. Вид. офіц. Київ: Технічний комітет "Легка промисловість" (ТК 125), 2008. 8 с.[22]
- ДСТУ EN ISO 9864:2008 Геосинтетика. Метод випробовування для визначання поверхневої щільності геотекстилю та віднесених до геотекстилю виробів (EN ISO 9864:2005, IDТ). [Чинний від 2010-10-01]. Вид. офіц. Київ: Технічний комітет "Легка промисловість" (ТК 125), 2008. 6 с.[23]
- ДСТУ EN ISO 9863-1:2008 Геосинтетика. Метод визначення товщини за обумовленими тисками. Частина 1. Окремі прошарки (EN ISO 9863-1:2005, IDT). [Чинний від 2010-01-01]. Вид. офіц. Київ: Технічний комітет "Легка промисловість" (ТК 125), 2010.[24]